# Filippo Alberto di Württemberg
Filippo Alberto, duca di Württemberg (Georg Philipp Albrecht Carl Maria Joseph Ludwig Hubertus Stanislaus Leopold; Stoccarda, 14 novembre 1893 – Ratisbona, 15 aprile 1975), era figlio di Alberto, duca di Württemberg e dell'arciduchessa Margherita Sofia d'Asburgo-Lorena. Diventò capo del Casato di Württemberg alla morte del padre nel 1939.

## Matrimonio e figli

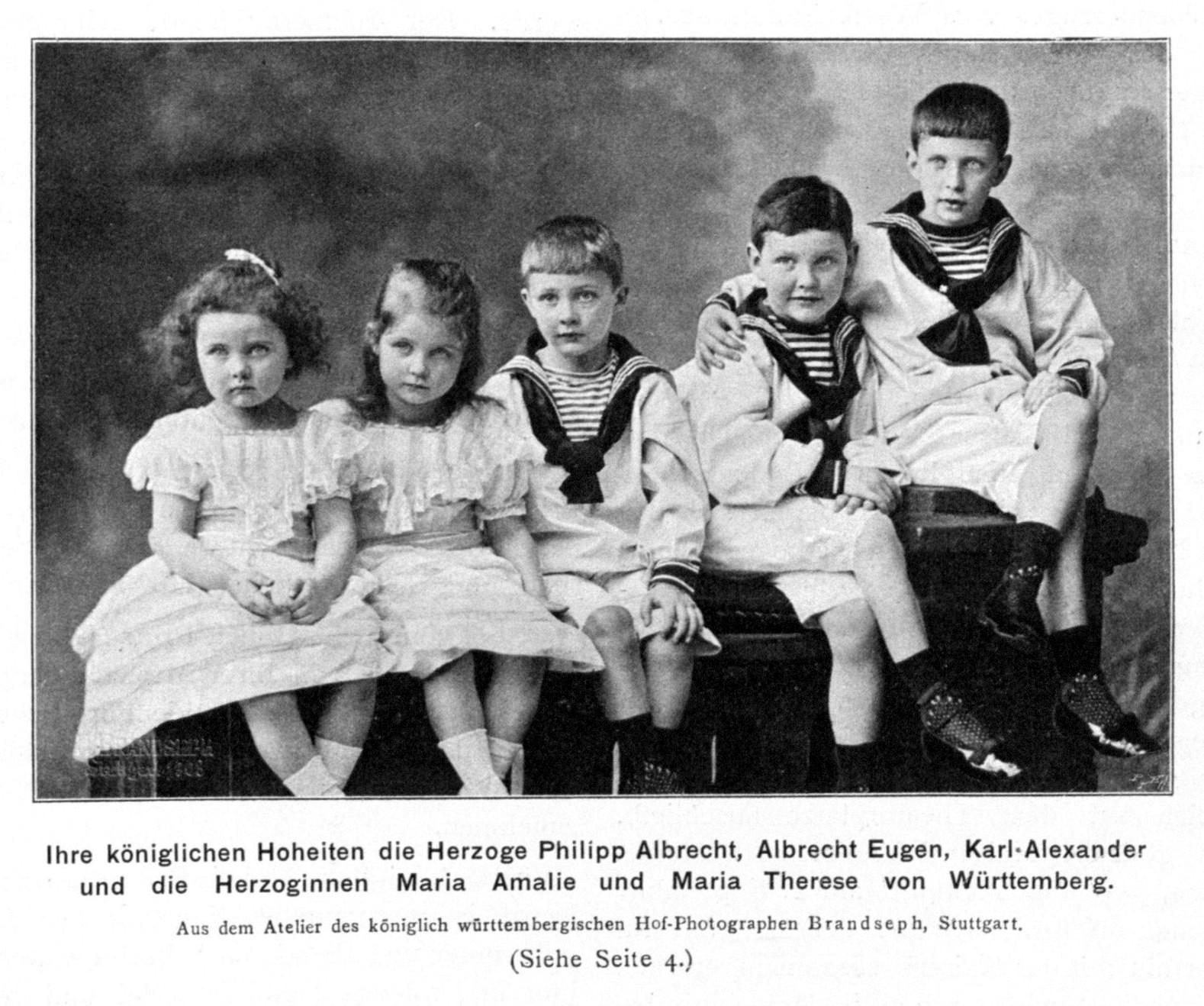
Filippo Alberto di Württemberg (primo da destra) con i fratelli nel 1903

Il suo primo matrimonio fu con l'arciduchessa Elena d'Austria, principessa di Toscana (nata il 30 ottobre 1903 a Linz; morta l'8 settembre 1924 a Tubinga), figlia dell'arciduca Pietro Ferdinando d'Austria (figlio minore di Ferdinando IV, granduca di Toscana) e della principessa Maria Cristina di Borbone-Due Sicilie (figlia del principe Alfonso, Conte di Caserta), il 24 ottobre 1923 ad Altshausen. Ebbero una figlia :
- duchessa Maria Cristina di Württemberg (nata il 2 settembre 1924 a Tubinga), sposò il 23 settembre 1948 il principe Georg Hartmann del Liechtenstein (11 novembre 1911-18 gennaio 1998), figlio del principe Aloisio di Liechtenstein.[1]

L'arciduchessa Elena morì una settimana dopo aver partorito sua figlia.
Il suo secondo matrimonio fu con l'arciduchessa Rosa d'Austria, principessa di Toscana (nata il 22 settembre 1906 a Salisburgo e morta il 17 settembre 1983 a Friedrichshafen), sorella della sua precedente moglie, il 1º agosto 1928 a Friedrichshafen. Ebbero due figli maschi e quattro femmine:
- duchessa Elena di Württemberg (nata il 29 giugno 1929), sposò nel 1961 il marchese Federico Pallavicini;
- duca Luigi Alberto di Württemberg (nato il 23 ottobre 1930), si sposò due volte morganaticamente ed ebbe figli;
- duchessa Elisabetta di Württemberg (nata il 2 febbraio 1933), sposò nel 1958 il principe Antonio di Borbone-Due Sicilie;
- duchessa Maria Teresa di Württemberg (nata il 12 novembre 1934), sposò nel 1957 Henri d'Orléans;
- Carlo, duca di Württemberg (nato il 1º agosto 1936 e morto il 7 giugno 2022), fu capo del casato dei Württemberg;
- duchessa Maria Antonia di Württemberg (nata il 31 agosto 1937; morta il 12 novembre 2004).

## Titoli
- 14 novembre 1893 - 2 ottobre 1921: sua altezza  principe Filippo Alberto di Würrtemberg
- 2 ottobre 1921 - 31 ottobre 1939: sua altezza il duca ereditario di Württemberg
- 31 ottobre 1939 - 15 aprile 1975: sua altezza il duca di Württemberg

## Antenati
|                                         |                                  |                                         | Genitori                            |  |  | Nonni |  |  | Bisnonni                   |  |  | Trisnonni                          |  |
|                                         |                                  |                                         |                                     |  |  |       |  |  | Alessandro del Württemberg |  |  | Alessandro Federico di Württemberg |  |
|                                         |                                  |                                         |                                     |  |  |       |  |  | Alessandro del Württemberg |  |  | Alessandro Federico di Württemberg |  |
|                                         |                                  | Antonietta di Sassonia-Coburgo-Saalfeld |                                     |  |  |       |  |  | Alessandro del Württemberg |  |  |                                    |  |
| Filippo di Württemberg                  |                                  |                                         |                                     |  |  |       |  |  | Alessandro del Württemberg |  |  |                                    |  |
|                                         |                                  | Maria d'Orléans                         | Luigi Filippo di Francia            |  |  |       |  |  |                            |  |  |                                    |  |
|                                         |                                  | Maria d'Orléans                         | Luigi Filippo di Francia            |  |  |       |  |  |                            |  |  |                                    |  |
|                                         |                                  | Maria d'Orléans                         | Maria Amalia di Borbone-Due Sicilie |  |  |       |  |  |                            |  |  |                                    |  |
| Alberto di Württemberg                  |                                  | Maria d'Orléans                         |                                     |  |  |       |  |  |                            |  |  |                                    |  |
|                                         |                                  | Alberto d'Asburgo-Teschen               | Carlo d'Asburgo-Teschen             |  |  |       |  |  |                            |  |  |                                    |  |
|                                         |                                  | Alberto d'Asburgo-Teschen               | Carlo d'Asburgo-Teschen             |  |  |       |  |  |                            |  |  |                                    |  |
|                                         |                                  | Alberto d'Asburgo-Teschen               | Enrichetta di Nassau-Weilburg       |  |  |       |  |  |                            |  |  |                                    |  |
| Maria Teresa d'Asburgo-Teschen          |                                  | Alberto d'Asburgo-Teschen               |                                     |  |  |       |  |  |                            |  |  |                                    |  |
|                                         |                                  | Ildegarda di Baviera                    | Ludovico I di Baviera               |  |  |       |  |  |                            |  |  |                                    |  |
|                                         |                                  | Ildegarda di Baviera                    | Ludovico I di Baviera               |  |  |       |  |  |                            |  |  |                                    |  |
|                                         |                                  | Ildegarda di Baviera                    | Teresa di Sassonia-Hildburghausen   |  |  |       |  |  |                            |  |  |                                    |  |
| Filippo Alberto di Württemberg          |                                  | Ildegarda di Baviera                    |                                     |  |  |       |  |  |                            |  |  |                                    |  |
|                                         | Francesco Carlo d'Asburgo-Lorena | Francesco II d'Asburgo-Lorena           |                                     |  |  |       |  |  |                            |  |  |                                    |  |
|                                         | Francesco Carlo d'Asburgo-Lorena | Francesco II d'Asburgo-Lorena           |                                     |  |  |       |  |  |                            |  |  |                                    |  |
|                                         | Francesco Carlo d'Asburgo-Lorena | Maria Teresa di Borbone-Due Sicilie     |                                     |  |  |       |  |  |                            |  |  |                                    |  |
| Carlo Ludovico d'Asburgo-Lorena         | Francesco Carlo d'Asburgo-Lorena |                                         |                                     |  |  |       |  |  |                            |  |  |                                    |  |
|                                         |                                  | Sofia di Baviera                        | Massimiliano I Giuseppe di Baviera  |  |  |       |  |  |                            |  |  |                                    |  |
|                                         |                                  | Sofia di Baviera                        | Massimiliano I Giuseppe di Baviera  |  |  |       |  |  |                            |  |  |                                    |  |
|                                         |                                  | Sofia di Baviera                        | Carolina di Baden                   |  |  |       |  |  |                            |  |  |                                    |  |
| Margherita Sofia d'Asburgo-Lorena       |                                  | Sofia di Baviera                        |                                     |  |  |       |  |  |                            |  |  |                                    |  |
|                                         |                                  | Ferdinando II delle Due Sicilie         | Francesco I delle Due Sicilie       |  |  |       |  |  |                            |  |  |                                    |  |
|                                         |                                  | Ferdinando II delle Due Sicilie         | Francesco I delle Due Sicilie       |  |  |       |  |  |                            |  |  |                                    |  |
|                                         |                                  | Ferdinando II delle Due Sicilie         | Maria Isabella di Borbone-Spagna    |  |  |       |  |  |                            |  |  |                                    |  |
| Maria Annunziata di Borbone-Due Sicilie |                                  | Ferdinando II delle Due Sicilie         |                                     |  |  |       |  |  |                            |  |  |                                    |  |
|                                         |                                  | Maria Teresa d'Asburgo-Teschen          | Carlo d'Asburgo-Teschen             |  |  |       |  |  |                            |  |  |                                    |  |
|                                         |                                  | Maria Teresa d'Asburgo-Teschen          | Carlo d'Asburgo-Teschen             |  |  |       |  |  |                            |  |  |                                    |  |
|                                         |                                  | Maria Teresa d'Asburgo-Teschen          | Enrichetta di Nassau-Weilburg       |  |  |       |  |  |                            |  |  |                                    |  |
|                                         |                                  | Maria Teresa d'Asburgo-Teschen          |                                     |  |  |       |  |  |                            |  |  |                                    |  |